# Алексєєв Анатолій Семенович
Анато́лій Семе́нович Алексє́єв (нар.12 жовтня 1928, с. Алексєєвське Локнянського району Псковської області, Росія — пом.17 лютого 2007, Новосибірськ) — російський геофізик. Доктор фізико-математичних наук (1966). Професор (1971). Член-кореспондент (від 1973), академік (від 1984) АН СРСР. Академік Російської академії наук (від 1991).

## Біографічні відомості
1952 року закінчив математичний факультет Ленінградського університету, 1955 року — аспірантуру при ньому. 1956 року захистив кандидатську дисертацію «Задачі типу Лемба в неоднорідному просторі» й став кандидатом фізико-математичних наук.
Працював молодшим і старшим науковим співробітником у Ленінградському відділенні Інституту математики імені Стєклова.
Від 1963 року працював у Новосибірську в обчислювальному центрі Сибірського відділення АН СРСР (нині Інститут обчислювальної метематики та математичної геофізики Сибірського відділення РАН): від 1963 року — завідувач лабораторії, від 1973 року — заступник, у 1980—1998 роках — директор обчислювального центру. Від 1998 року був радником РАН.
1966 року захистив докторську дисертацію «Прямі та оберені задачі сейсміки».
2001 року іменем академіка Алексєєва названо одну з малих планет (астероїд № 9933), відкриту в Кримській астрофізичній обсерваторії.

## Наукова діяльність
Праці з теоретичної та обчислювальної геофізики, математичного моделювання геофізичних явищ і цифрової обробки спостережень. Уперше дослідив новий клас математичних задач геофізики — обернені динамічні задачі сейсміки — і розвинув числові методи розв'язування таких задач, а також числово-аналітичні методи розв'язування прямих задач. Першовідкривач (разом з учнями) нових типів «непроменевих» хвиль, які мають важливе значення при інтерпретації сейсмічних даних.

## Нагороди, премії
- 1970 — медаль «За доблесну працю».
- 1971 — орден Жовтневої революції.
- 1975 — орден «Знак Пошани».
- 1982 — орден Трудового Червоного Прапора.
- Орден Кирила та Мефодія (Болгарія).
- 1982 — Державна премія СРСР за участь у розробці променевого методу.